# Добродошао у клуб
Добродошао у клуб је назив дванаестог студијског албума хрватске певачице Северине, који је издао Далас рекордс у Хрватској и Сити рекордс у Србији у децембру 2012. године. Албум представља круну Северинине каријере. Са албума је издато пет синглова а то су: Бред Пит, Град без људи, Италиана, Узбуна и Добродошао у клуб који носи истоимени назив као и сам албум. Ових пет синглова су постали велики регионални хитови и означили су велики повратак Северине Вучковић на музичко-естрадну сцену. Њене песму се биле и најгледаније на Јутјубу, а песма Италиана је за само 4 дана прегледана чак преко 2 милиона пута. У плану је још да се као сингл објави и песма Тарапана.

## Позадина
Након албума Здраво Маријо и тунреје "Тридесете", Северина је наступала на сплитском фестивалу 2009. и 2010. године.
У години када је изашао албум, Северина је постала мајка.

## О албуму
Северина је своје песме снимила у Загребу, док су биле миксане у студију Милоша Рогановића и Филипа Милетића у Београду. Извршни продуцент целог албума јесте Никша Братош. Једну песму је потписала и сама Северина, а то је песма Остављена, док је једну песму потписао Хари Мата Хари. Многи музичари који су послушали албум су изјавили да је ово најбољи њен албум до дана данашњег и да многе нове песме на њему имају велики потенцијал.

## Топ листе

### Недељна листа
| Листа | Највиша позиција |
| ----- | ---------------- |
| ХДУ   | 1                |

## Обраде
- Бред Пит - Stereo Love[24]
- Узбуна - Није ти добро (Неда Украден)[24]
- Тарапана - La Tortura (Шакира)[25]